# 24:e världsjamboreen
Den 24:e Världsscoutjamboreen hölls på The Summit Bechtel Family National Scout Reserve i West Virginia, sommaren 2019. Värdskapet delades mellan tre länder: Kanada, USA och Mexiko.
Det är den världsscoutjamboree med flest antal deltagare hittills.